# 张庆乡
张庆乡是中国山西省晋中市榆次区下辖的一个乡，是传统农业区，怀仁醋(山西老陈醋)、三郝瓜为该乡历史名产，

## 行政区划
张庆乡乡政府驻张庆村。辖：
张庆村、红马营村、王家堡村、郝庄村、南营村、东贾村、小张义村、大张义村、西河堡村、永康村、郝村、北胡乔村、弓村、马村、王郝村、西长寿村、怀仁村、演武村、杨村、南谷村和寇村。